# Lamer
Lamer (z ang. lame – kulawy) – potoczne i pejoratywne określenie osoby niekompetentnej - a przy tym starającej się uchodzić za dobrze obeznaną - w określonej dziedzinie lub mało inteligentnej, niedojrzałej, upośledzonej społecznie.
Terminu używa się w różnych kontekstach, jednak zazwyczaj w związku z elektroniką lub mediami elektronicznymi (IRC, BBS, sieciowe gry komputerowe).
Lamer to termin wywodzący się prawdopodobnie ze slangu subkultury hakerów.